# Laphystia howlandi
Laphystia howlandi là một loài ruồi trong họ Asilidae. Laphystia howlandi được Wilcox miêu tả năm 1960. Loài này phân bố ở vùng Tân Bắc giới.